# 分倍河原站
分倍河原站（日语：／ Bubai-gawara eki */?）是一個位於東京都府中市片町二丁目，屬於京王電鐵、東日本旅客鐵道（JR東日本）的鐵路車站。

## 概要
分倍河原站有京王電鐵的京王線與JR東日本的南武線停靠，為兩公司的轉乘站。
本站屬於共構車站，購票、剪票業務由京王電鐵負責，JR東日本未配置站員。另外，JR東日本的車站設備由府中本町站管理。

## 歷史

### 京王電鐵
- 1925年3月24日，作為玉南電氣鐵道的車站啟用，最初名為屋敷分站。
- 1926年12月1日，玉南電氣鐵道併入京王電氣軌道後成為京王的車站。
- 1928年12月11日，改稱分倍河原站。
- 1944年5月31日，京王與東京急行電鐵合併，分倍河原站作為京王線的車站運行。
- 1948年6月1日，東急與京王帝都電鐵分拆，分倍河原站成為京王的車站。
- 2001年3月27日，新設的準特急開始在分倍河原站停站。
- 2007年3月18日，IC卡PASMO系統開始在車站運作。
- 2013年2月22日，特急開始在分倍河原站停站後，全部類型的列車均會停靠此站，同日以KO25作為車站編號。

### JR東日本
- 1928年12月11日，南武鐵道線（現南武線）從大丸停留場（現南多摩站）擴建，並且以此站為終點站啟用，最初名為屋敷分站。
- 1929年
  - 12月11日，南武鐵道線往立川方向的路段通車。
  - 12月下旬，改稱分倍河原站。
- 1944年4月1日，基於改正陸運統制令，南武鐵道線等私鐵全數國有化，組成為日本國有鐵道，而分倍河原站則成為南武線的車站，同時停辦貨運。
- 1966年9月30日，稻城長沼 - 谷保路段的複線鐵路完工，並且新設往西府方向的月台。
- 1987年4月1日，基於國鐵分割民營化，分倍河原站成為JR東日本的車站。
- 2001年11月18日，IC卡Suica系統開始在車站運作。

### 站名由來
最初的站名「屋敷分」是來自當時的地名（屋敷分村）。
分倍河原是由「分倍」與「河原」組成的複合地名。1333年（元弘3年）5月，為打倒鎌倉幕府而舉兵的新田義貞與幕府軍北條泰家在此地開戰，稱「分梅古戰場」（分倍河原古戰場），站前圓環設有新田義貞像。1454年（享德4年），鎌倉公方足利成氏與關東管領上杉氏也在此地進行合戰。
地名寫作「分倍」或「分梅」。一說是「此地因多摩川時常氾濫與土壤關係，收穫量少，因此口分田授予加倍而稱分倍」，或說是「土地周圍有許多梅樹屬而名分梅」等，正確由來仍不清楚。過去也念作分配（ぶんばい）。
住所表記上，包含站房在內的京王線東側屬府中市片町，西側的南武線北側屬美好町，南側屬分梅町。南武線北側過去為屋敷分村，也就是舊站名的由來。

## 車站構造

### JR東日本
沿著立川崖線下方的是東西向的JR月台，其西端與南南西－北北東方向的京王月台交疊，交點東北側崖上為站房。因大廳狹小，且設置有供轉乘用的驗票閘門，尖峰時刻十分擁擠。
大廳有下行樓梯直接通往JR上行月台。往下行月台與京王月台使用同座天橋。為舒緩大廳人潮，天橋通路設有往京王下行月台的轉乘閘門(營業時間為始發～22:00。另外，前往東芝等的通勤客在早晨尖峰時間可使用JR下行月台的臨時閘口出站。
大廳有樓梯通往京王下行月台，往上行月台需使用地下道。廁所位於JR的立川方向月台與京王付費區內。JR、京王兩方皆設有電梯。
2面2線相對式月台的地面車站。

#### 月台配置

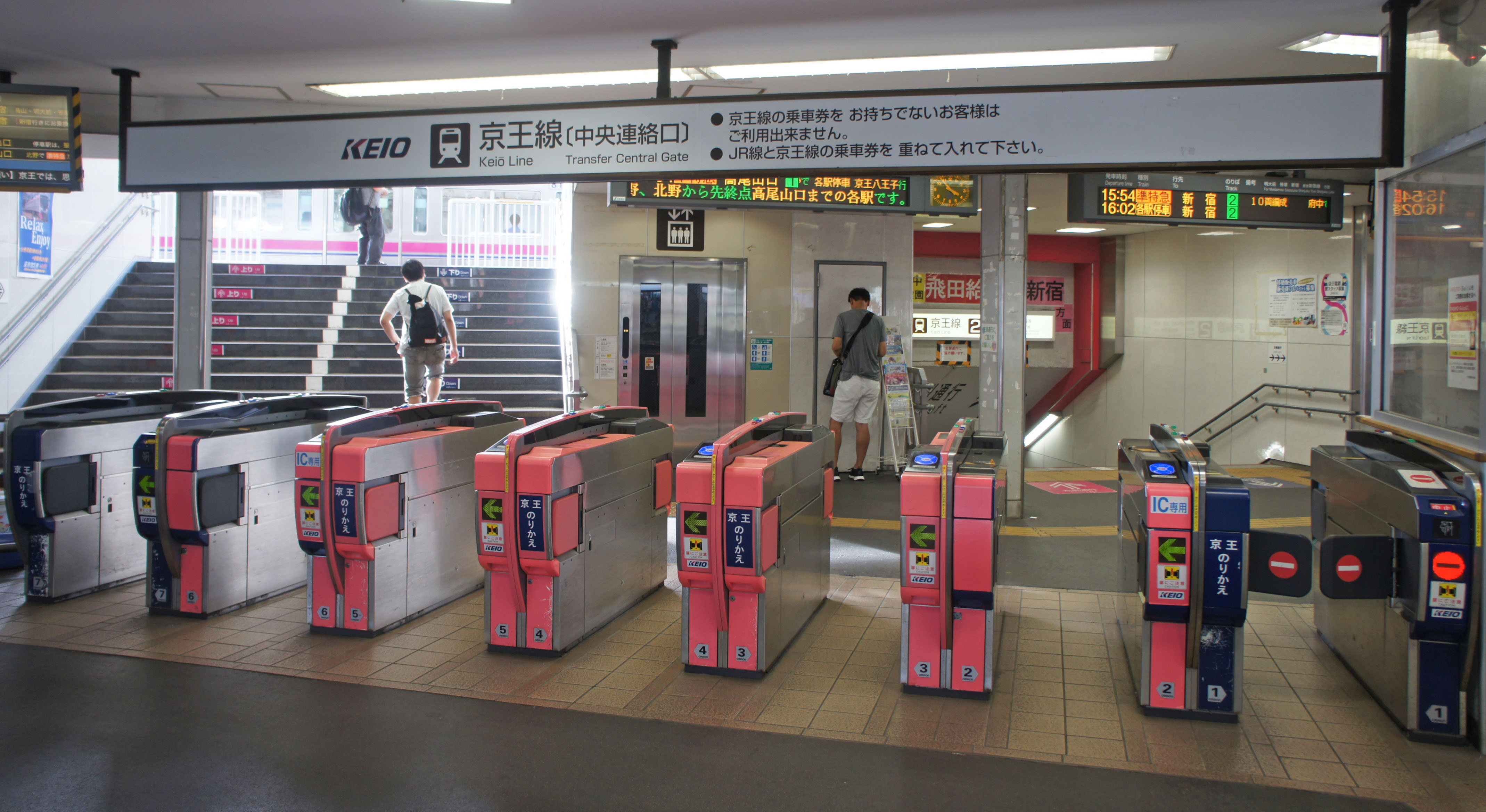
中央聯絡口（2019年9月）
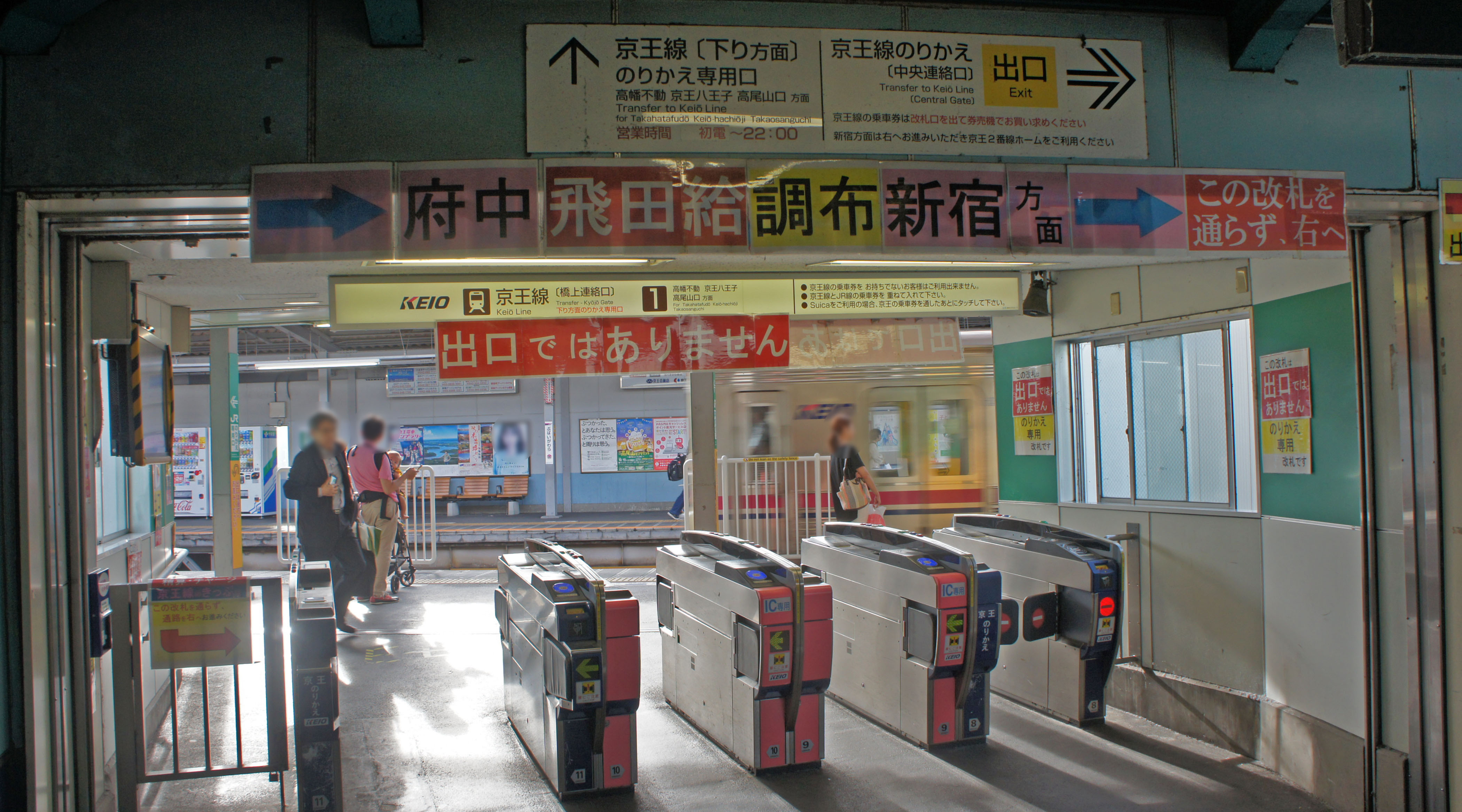
樓上聯絡口（2019年9月）

| 月台 | 路線   | 方向 | 目的地                   |
| ---- | ------ | ---- | ------------------------ |
| 1    | 南武線 | 上行 | 府中本町、登戶、川崎方向 |
| 2    | 南武線 | 下行 | 谷保、立川方向           |

（來源：JR東日本:車站構內圖 （页面存档备份，存于））

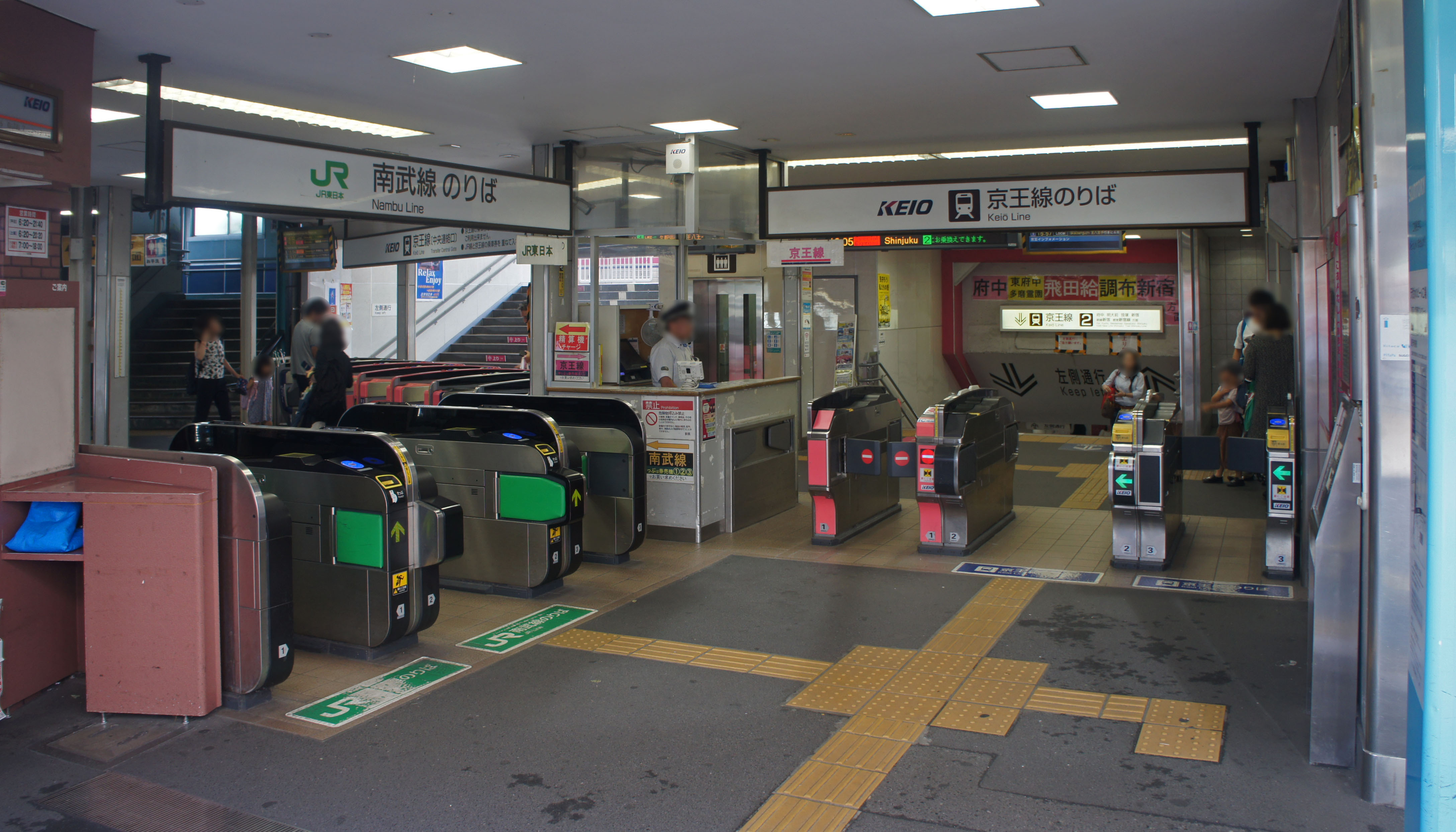
車站入口看見的閘口 JR閘口（左前）、京王閘口（右後）、中央聯絡口（左後）成Y字型設計。（2019年9月）
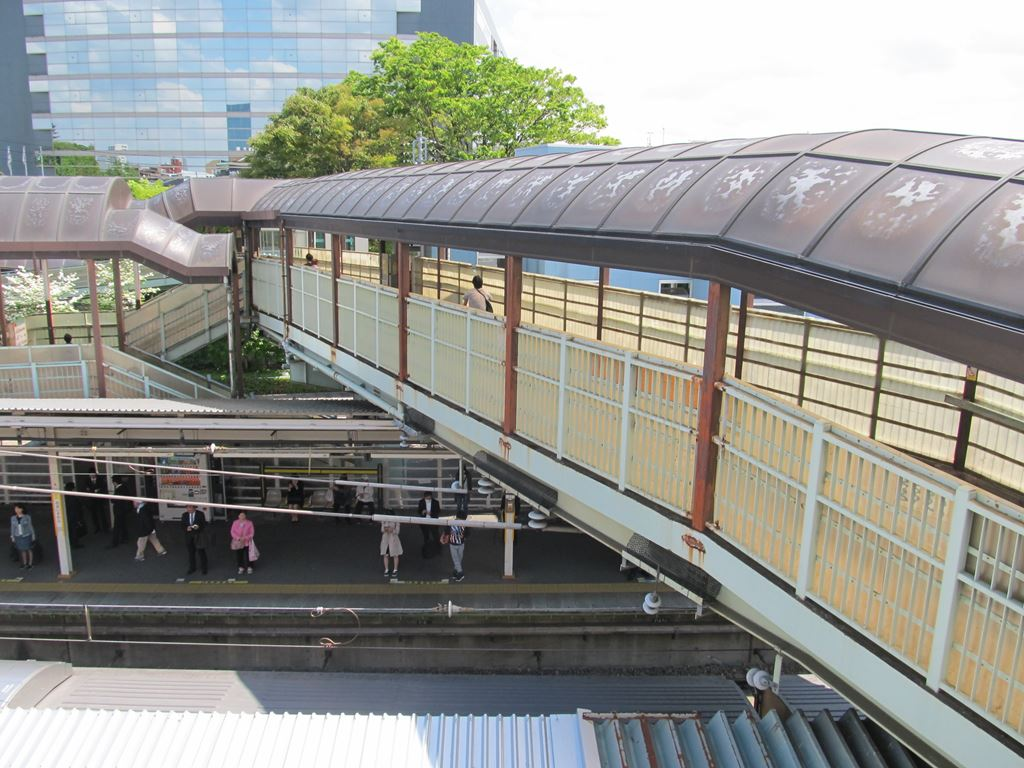
分倍河原站JR跨線橋

### 京王電鐵
府中側為地上、中河原側為土堤高架的2面2線相對式月台。

#### 月台配置
| 月台 | 路線   | 方向 | 目的地                                           |
| ---- | ------ | ---- | ------------------------------------------------ |
| 1    | 京王線 | 下行 | 高幡不動、京王八王子、高尾山口、多摩動物公園方向 |
| 2    | 京王線 | 上行 | 調布、明大前、笹塚、新宿、新宿線方向             |

- 中央聯絡口（2019年9月）
- 樓上聯絡口（2019年9月）

## 使用情況
- JR東日本 - 2019年度1日平均上車人次為41,240人[利用客数 1]。
JR東日本管內第108位。
- 京王電鐵 - 2019年度1日平均上下車人次為95,121人[利用客数 2]。
京王電鐵車站當中次於新宿站、澀谷站、吉祥寺站、調布站、下北澤站、明大前站、橋本站排行第8位。

### 各年度1日平均上下車人次
各年度1日平均上下車人次如下表（JR除外）。
| 年度               | 京王電鐵           | 京王電鐵 |
| 年度               | 1日平均 上下車人次 | 增長率   |
| ------------------ | ------------------ | -------- |
| 1955年（昭和30年） | 9,193              |          |
| 1960年（昭和35年） | 16,082             |          |
| 1965年（昭和40年） | 30,346             |          |
| 1970年（昭和45年） | 31,531             |          |
| 1975年（昭和50年） | 32,870             |          |
| 1980年（昭和55年） | 42,844             |          |
| 1985年（昭和60年） | 52,946             |          |
| 1990年（平成02年） | 67,698             |          |
| 1995年（平成07年） | 77,586             |          |
| 2000年（平成12年） | 73,025             |          |
| 2002年（平成14年） | 72,013             |          |
| 2003年（平成15年） | 74,144             | 3.0%     |
| 2004年（平成16年） | 75,454             | 1.8%     |
| 2005年（平成17年） | 77,556             | 2.8%     |
| 2006年（平成18年） | 78,963             | 1.8%     |
| 2007年（平成19年） | 83,803             | 6.1%     |
| 2008年（平成20年） | 86,329             | 3.0%     |
| 2009年（平成21年） | 86,262             | -0.1%    |
| 2010年（平成22年） | 85,876             | -0.4%    |
| 2011年（平成23年） | 85,898             | 0.0%     |
| 2012年（平成24年） | 87,359             | 1.7%     |
| 2013年（平成25年） | 89,250             | 2.2%     |
| 2014年（平成26年） | 89,249             | -0.0%    |
| 2015年（平成27年） | 91,900             | 3.0%     |
| 2016年（平成28年） | 92,493             | 0.6%     |
| 2017年（平成29年） | 94,116             | 1.8%     |
| 2018年（平成30年） | 95,736             | 1.7%     |
| 2019年（令和元年） | 95,121             | −0.6%    |

### 各年度1日平均上車人次（1956年 - 2000年）
| 年度               | 京王帝都電鐵 /京王電鐵 | 國鐵/ JR東日本 | 來源              |
| ------------------ | ---------------------- | -------------- | ----------------- |
| 1956年（昭和31年） | 2,926                  |                | [ 東京都統計 1 ]  |
| 1957年（昭和32年） | 3,657                  |                | [ 東京都統計 2 ]  |
| 1958年（昭和33年） | 2,291                  |                | [ 東京都統計 3 ]  |
| 1959年（昭和34年） | 4,645                  |                | [ 東京都統計 4 ]  |
| 1960年（昭和35年） | 5,230                  |                | [ 東京都統計 5 ]  |
| 1961年（昭和36年） | 5,831                  |                | [ 東京都統計 6 ]  |
| 1962年（昭和37年） | 6,614                  |                | [ 東京都統計 7 ]  |
| 1963年（昭和38年） | 7,523                  |                | [ 東京都統計 8 ]  |
| 1964年（昭和39年） | 9,284                  |                | [ 東京都統計 9 ]  |
| 1965年（昭和40年） | 10,793                 | 11,531         | [ 東京都統計 10 ] |
| 1966年（昭和41年） | 12,346                 | 12,853         | [ 東京都統計 11 ] |
| 1967年（昭和42年） | 13,550                 | 13,070         | [ 東京都統計 12 ] |
| 1968年（昭和43年） | 14,410                 | 15,135         | [ 東京都統計 13 ] |
| 1969年（昭和44年） | 15,615                 | 20,326         | [ 東京都統計 14 ] |
| 1970年（昭和45年） | 16,899                 | 20,334         | [ 東京都統計 15 ] |
| 1971年（昭和46年） | 17,342                 | 19,413         | [ 東京都統計 16 ] |
| 1972年（昭和47年） | 17,367                 | 19,071         | [ 東京都統計 17 ] |
| 1973年（昭和48年） | 17,723                 | 17,934         | [ 東京都統計 18 ] |
| 1974年（昭和49年） | 17,025                 | 18,668         | [ 東京都統計 19 ] |
| 1975年（昭和50年） | 16,120                 | 16,276         | [ 東京都統計 20 ] |
| 1976年（昭和51年） | 16,986                 | 17,063         | [ 東京都統計 21 ] |
| 1977年（昭和52年） | 17,767                 | 17,085         | [ 東京都統計 22 ] |
| 1978年（昭和53年） | 19,148                 | 14,855         | [ 東京都統計 23 ] |
| 1979年（昭和54年） | 20,448                 | 19,019         | [ 東京都統計 24 ] |
| 1980年（昭和55年） | 20,523                 | 19,038         | [ 東京都統計 25 ] |
| 1981年（昭和56年） | 21,244                 | 20,337         | [ 東京都統計 26 ] |
| 1982年（昭和57年） | 21,732                 | 21,211         | [ 東京都統計 27 ] |
| 1983年（昭和58年） | 22,773                 | 21,757         | [ 東京都統計 28 ] |
| 1984年（昭和59年） | 23,921                 | 23,726         | [ 東京都統計 29 ] |
| 1985年（昭和60年） | 24,518                 | 26,419         | [ 東京都統計 30 ] |
| 1986年（昭和61年） | 25,800                 | 28,268         | [ 東京都統計 31 ] |
| 1987年（昭和62年） | 27,515                 | 29,117         | [ 東京都統計 32 ] |
| 1988年（昭和63年） | 29,030                 | 25,260         | [ 東京都統計 33 ] |
| 1989年（平成元年） | 30,140                 | 27,121         | [ 東京都統計 34 ] |
| 1990年（平成02年） | 31,378                 | 28,841         | [ 東京都統計 35 ] |
| 1991年（平成03年） | 33,883                 | 30,486         | [ 東京都統計 36 ] |
| 1992年（平成04年） | 34,855                 | 32,584         | [ 東京都統計 37 ] |
| 1993年（平成05年） | 35,627                 | 34,589         | [ 東京都統計 38 ] |
| 1994年（平成06年） | 35,962                 | 35,436         | [ 東京都統計 39 ] |
| 1995年（平成07年） | 35,995                 | 35,653         | [ 東京都統計 40 ] |
| 1996年（平成08年） | 35,975                 | 35,732         | [ 東京都統計 41 ] |
| 1997年（平成09年） | 35,384                 | 35,594         | [ 東京都統計 42 ] |
| 1998年（平成10年） | 35,241                 | 35,430         | [ 東京都統計 43 ] |
| 1999年（平成11年） | 33,880                 | 34,874         | [ 東京都統計 44 ] |
| 2000年（平成12年） | 35,230                 | 34,338         | [ 東京都統計 45 ] |

### 各年度1日平均上車人次（2001年以後）
| 年度               | 京王電鐵 | JR東日本 | 來源              |
| ------------------ | -------- | -------- | ----------------- |
| 2001年（平成13年） | 35,266   | 34,176   | [ 東京都統計 46 ] |
| 2002年（平成14年） | 35,310   | 33,701   | [ 東京都統計 47 ] |
| 2003年（平成15年） | 36,030   | 33,985   | [ 東京都統計 48 ] |
| 2004年（平成16年） | 36,830   | 34,702   | [ 東京都統計 49 ] |
| 2005年（平成17年） | 37,896   | 35,970   | [ 東京都統計 50 ] |
| 2006年（平成18年） | 38,567   | 36,779   | [ 東京都統計 51 ] |
| 2007年（平成19年） | 40,951   | 39,352   | [ 東京都統計 52 ] |
| 2008年（平成20年） | 42,364   | 40,377   | [ 東京都統計 53 ] |
| 2009年（平成21年） | 42,389   | 37,640   | [ 東京都統計 54 ] |
| 2010年（平成22年） | 42,258   | 37,739   | [ 東京都統計 55 ] |
| 2011年（平成23年） | 42,273   | 37,598   | [ 東京都統計 56 ] |
| 2012年（平成24年） | 43,197   | 38,382   | [ 東京都統計 57 ] |
| 2013年（平成25年） | 44,033   | 39,069   | [ 東京都統計 58 ] |
| 2014年（平成26年） | 44,096   | 39,158   | [ 東京都統計 59 ] |
| 2015年（平成27年） | 45,377   | 40,036   | [ 東京都統計 60 ] |
| 2016年（平成28年） | 45,734   | 40,350   | [ 東京都統計 61 ] |
| 2017年（平成29年） | 46,501   | 40,913   | [ 東京都統計 62 ] |
| 2018年（平成30年） | 47,271   | 41,285   | [ 東京都統計 63 ] |
| 2019年（令和元年） |          | 41,240   |                   |

## 車站周邊
- MINANO（日语：MINANO）（購物中心）
- 東芝府中事業所（日语：東芝府中事業所）
- 東芝解決方案（日语：東芝ソリューション）
- 府中片町郵便局
- 武藏府中稅務署
- 府中公共職業安定所（日语：公共職業安定所）（HelloWork）
- 府中分梅郵便局
- 分倍河原商店街

出口是分倍河原商店街。商店街往北可達東京都道229号府中調布線（舊甲州街道）。這一帶是商店與小型事業所、住宅混雜的區域。
右邊人行天橋跨越南武線可至站前圓環。周邊多為事業所等大樓，較遠處為住宅區。
圓環是計程車、路線巴士、接駁巴士的乘車處。三得利府中工場的参观專用巴士也在此地搭乘。

### 巴士路線

#### 北口
分倍河原站　- 商店街往北至舊甲州街道左轉跨过京王线铁道可至，步行約3～4分。
- 府中市社區巴士「中巴士（日语：ちゅうバス）」
  - 北山町循環 經西原町 往北山町四丁目
  - 北山町循環 經片町文化中心 往府中站

片町文化中心　- 分倍河原站巴士站往府中站的下個巴士站。在舊甲州街道右轉，可至，步行一樣約3～4分。

#### 南口
分倍河原站　- 南口圓環內
- 京王電鐵巴士、京王巴士中央、府中市社區巴士「中巴士」
  - 分53 經NEC正門、都營泉二丁目、萬願寺 往日野站（京王電鐵巴士）※僅早晨1班
  - 府52・分52 經南町二丁目 往鄉土之森總合體育館（京王巴士中央）
  - 南町・四谷循環 經南町二丁目、中河原站 往四谷苑西（中巴士）
  - 府52 經府中市役所 往府中站（京王巴士中央）
  - 南町・四谷循環 經府中市役所 往府中站（中巴士）

## 相鄰車站
京王電鐵
 京王線
■特急、■急行
府中（KO24）－分倍河原（KO25）－聖蹟櫻丘（KO27）
■區間急行、■快速、■各站停車
府中（KO24）－分倍河原（KO25）－中河原（KO26）
東日本旅客鐵道（JR東日本）
 南武線
■快速
府中本町（JN 20）－分倍河原（JN 21）－立川（JN 26）
■各站停車
府中本町（JN 20）－分倍河原（JN 21）－西府（JN 22）

### 使用情況
JR、私鐵1日平均使用人數
1. ↑  各駅の乗車人員 （页面存档备份，存于） - JR東日本
2. ↑  1日の駅別乗降人員 （页面存档备份，存于） - 京王電鉄

JR東日本2000年度以後的上車人次
1. ↑  各駅の乗車人員（2000年度） （页面存档备份，存于） - JR東日本
2. ↑  各駅の乗車人員（2001年度） （页面存档备份，存于） - JR東日本
3. ↑  各駅の乗車人員（2002年度） （页面存档备份，存于） - JR東日本
4. ↑  各駅の乗車人員（2003年度） （页面存档备份，存于） - JR東日本
5. ↑  各駅の乗車人員（2004年度） （页面存档备份，存于） - JR東日本
6. ↑  各駅の乗車人員（2005年度） （页面存档备份，存于） - JR東日本
7. ↑  各駅の乗車人員（2006年度） （页面存档备份，存于） - JR東日本
8. ↑  各駅の乗車人員（2007年度） （页面存档备份，存于） - JR東日本
9. ↑  各駅の乗車人員（2008年度） （页面存档备份，存于） - JR東日本
10. ↑  各駅の乗車人員（2009年度） （页面存档备份，存于） - JR東日本
11. ↑  各駅の乗車人員（2010年度） （页面存档备份，存于） - JR東日本
12. ↑  各駅の乗車人員（2011年度） （页面存档备份，存于） - JR東日本
13. ↑  各駅の乗車人員（2012年度） （页面存档备份，存于） - JR東日本
14. ↑  各駅の乗車人員（2013年度） （页面存档备份，存于） - JR東日本
15. ↑  各駅の乗車人員（2014年度） （页面存档备份，存于） - JR東日本
16. ↑  各駅の乗車人員（2015年度） （页面存档备份，存于） - JR東日本
17. ↑  各駅の乗車人員（2016年度） （页面存档备份，存于） - JR東日本
18. ↑  各駅の乗車人員（2017年度） （页面存档备份，存于） - JR東日本
19. ↑  各駅の乗車人員（2018年度） （页面存档备份，存于） - JR東日本
20. ↑  各駅の乗車人員（2019年度） （页面存档备份，存于） - JR東日本

JR、私鐵的統計資料
1. ↑  各種報告書 （页面存档备份，存于） - 関東交通広告協議会
2. 1 2  東京都統計年鑑 （页面存档备份，存于） - 東京都
3. ↑  府中市統計書 （页面存档备份，存于） - 府中市

東京都統計年鑑
1. ↑  昭和31年PDF - 18ページ
2. ↑  昭和32年PDF - 18ページ
3. ↑  昭和33年PDF - 18ページ
4. ↑  .   [2020-07-30]. （原始内容存档于2016-03-05）.
5. ↑  .   [2020-07-30]. （原始内容存档于2016-03-05）.
6. ↑  .   [2020-07-30]. （原始内容存档于2015-06-29）.
7. ↑  .   [2020-07-30]. （原始内容存档于2015-06-29）.
8. ↑  .   [2020-07-30]. （原始内容存档于2015-06-29）.
9. ↑  .   [2020-07-30]. （原始内容存档于2015-06-29）.
10. ↑  .   [2020-07-30]. （原始内容存档于2016-03-05）.
11. ↑  .   [2020-07-30]. （原始内容存档于2016-03-05）.
12. ↑  .   [2020-07-30]. （原始内容存档于2016-03-05）.
13. ↑  .   [2020-07-30]. （原始内容存档于2016-03-05）.
14. ↑  .   [2020-07-30]. （原始内容存档于2016-03-05）.
15. ↑  .   [2020-07-30]. （原始内容存档于2016-03-05）.
16. ↑  .   [2020-07-30]. （原始内容存档于2015-06-29）.
17. ↑  .   [2020-07-30]. （原始内容存档于2015-06-29）.
18. ↑  .   [2020-07-30]. （原始内容存档于2015-06-29）.
19. ↑  .   [2020-07-30]. （原始内容存档于2016-03-05）.
20. ↑  .   [2020-07-30]. （原始内容存档于2016-06-02）.
21. ↑  .   [2020-07-30]. （原始内容存档于2015-06-29）.
22. ↑  .   [2020-07-30]. （原始内容存档于2016-03-05）.
23. ↑  .   [2020-07-30]. （原始内容存档于2015-06-29）.
24. ↑  .   [2020-07-30]. （原始内容存档于2016-03-05）.
25. ↑  .   [2020-07-30]. （原始内容存档于2016-03-05）.
26. ↑  .   [2020-07-30]. （原始内容存档于2016-03-05）.
27. ↑  .   [2020-07-30]. （原始内容存档于2015-06-29）.
28. ↑  .   [2020-07-30]. （原始内容存档于2015-06-29）.
29. ↑  .   [2020-07-30]. （原始内容存档于2015-06-29）.
30. ↑  .   [2020-07-30]. （原始内容存档于2016-03-05）.
31. ↑  .   [2020-07-30]. （原始内容存档于2016-03-05）.
32. ↑  .   [2020-07-30]. （原始内容存档于2015-06-29）.
33. ↑  .   [2020-07-30]. （原始内容存档于2016-03-05）.
34. ↑  .   [2020-07-30]. （原始内容存档于2016-03-05）.
35. ↑  .   [2017-07-11]. （原始内容存档于2016-03-05）.
36. ↑  .   [2017-07-11]. （原始内容存档于2016-03-05）.
37. ↑  .   [2016-02-02]. （原始内容存档于2013-08-15）.
38. ↑  .   [2016-02-02]. （原始内容存档于2013-02-03）.
39. ↑  .   [2016-02-02]. （原始内容存档于2013-02-03）.
40. ↑  .   [2016-02-02]. （原始内容存档于2013-02-03）.
41. ↑  .   [2016-02-02]. （原始内容存档于2013-02-03）.
42. ↑  .   [2016-02-02]. （原始内容存档于2016-03-04）.
43. ↑  平成10年PDF
44. ↑  平成11年PDF
45. ↑  .   [2016-02-02]. （原始内容存档于2016-03-04）.
46. ↑  .   [2016-02-02]. （原始内容存档于2016-03-04）.
47. ↑  .   [2016-02-02]. （原始内容存档于2017-07-29）.
48. ↑  .   [2016-02-02]. （原始内容存档于2017-07-29）.
49. ↑  .   [2016-02-02]. （原始内容存档于2017-07-29）.
50. ↑  .   [2016-02-02]. （原始内容存档于2017-07-29）.
51. ↑  .   [2016-02-02]. （原始内容存档于2017-07-29）.
52. ↑  .   [2016-02-02]. （原始内容存档于2017-07-29）.
53. ↑  .   [2016-02-02]. （原始内容存档于2017-07-29）.
54. ↑  .   [2016-02-02]. （原始内容存档于2016-03-26）.
55. ↑  .   [2016-02-02]. （原始内容存档于2016-03-27）.
56. ↑  .   [2016-02-02]. （原始内容存档于2016-03-25）.
57. ↑  .   [2016-02-02]. （原始内容存档于2016-03-27）.
58. ↑  .   [2017-07-11]. （原始内容存档于2016-03-22）.
59. ↑  .   [2017-07-11]. （原始内容存档于2017-07-30）.
60. ↑  .   [2017-07-11]. （原始内容存档于2018-11-09）.
61. ↑  .   [2020-07-30]. （原始内容存档于2019-05-02）.
62. ↑  .   [2020-07-30]. （原始内容存档于2019-12-03）.
63. ↑  .   [2020-07-30]. （原始内容存档于2020-08-04）.

## 外部連結
- 車站資訊（分倍河原）：東日本旅客鐵道
- 分倍河原 - 京王電鐵

35°40′6.8″N 139°28′7.4″E / 35.668556°N 139.468722°E